# Sainte-Agnès (Alpes Marítimos)

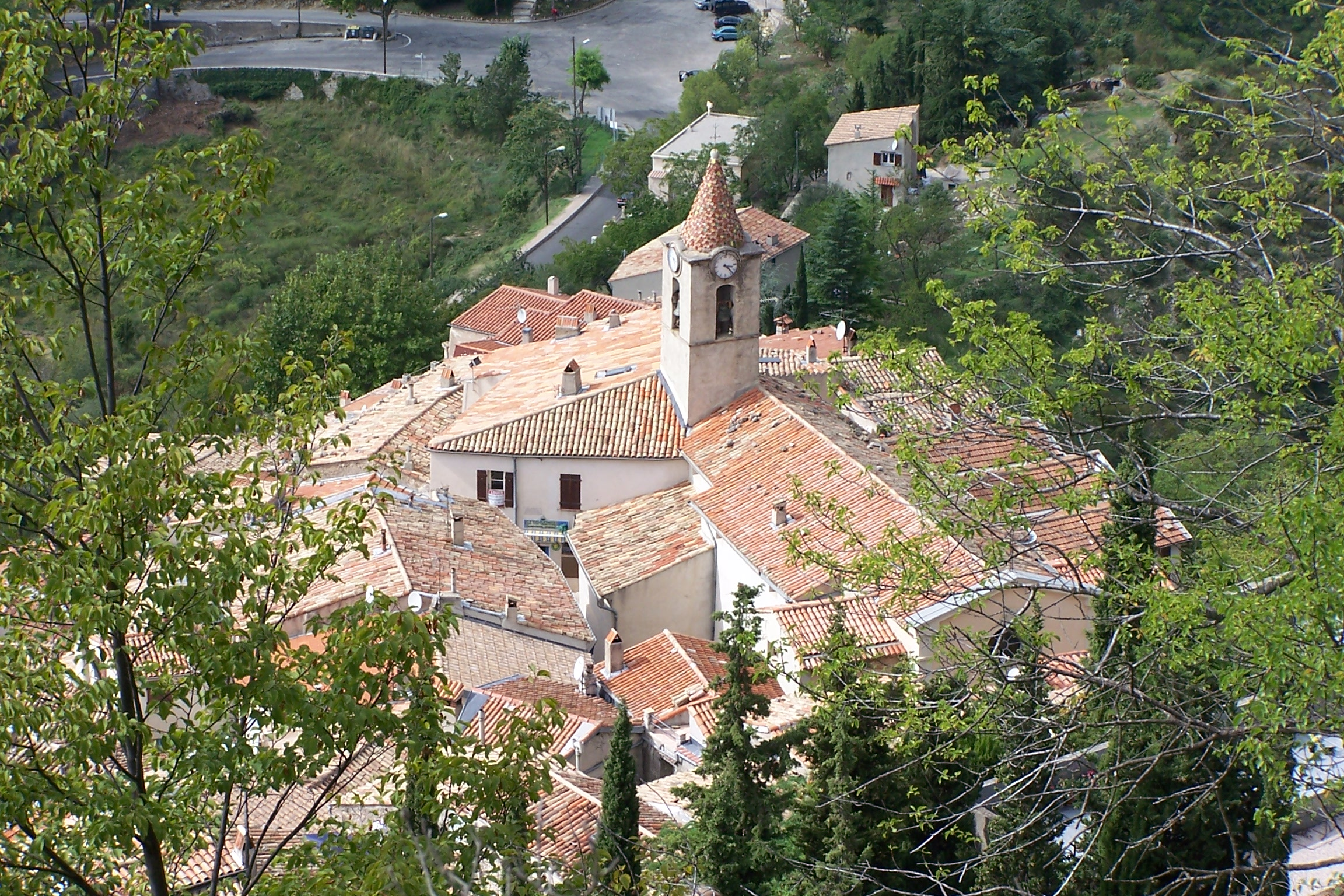
Vista de la localidad

 Sainte-Agnès  es una población y comuna francesa, en la región de Provenza-Alpes-Costa Azul, departamento de Alpes Marítimos, en el distrito de Niza y cantón de Menton-Ouest.
Es la población litoral más alta de Europa, con una altitud de 800 metros sobre el nivel del mar y está clasificado como uno de los poblados medievales más bellos de Francia.

## Demografía
| 312 | 304 | 361 | 455 | 944 | 1094 |
| Para los censos de 1962 a 1999 la población legal corresponde a la población sin duplicidades (Fuente: INSEE [Consultar]) |     |     |     |     |      |